# Jean-René Lisnard
Jean-René Lisnard (Cannes, 25 de setembro de 1979) é um tenista profissional monegasco, que anteriormente representou a França.

## Carreira
Jean-René Lisnard tornou-se profissional em 1997.